# Середня Терса
Середня Терса — річка Україні, в межах Вільнянського району Запорізької області і Синельниківського району Дніпропетровської області. Права притока Малої Терси (басейн Вовчої).

## Опис
Довжина річки 28 км, площа басейну 346 км². Долина трапецієподібна, завширшки 1,5—2 км. Річище помірно звивисте, у нижній течії є меандри. Похил річки 2,7 м/км. Споруджено кілька ставків. Влітку річка дуже міліє. Використовується для зрощування.

## Розташування
Витоки розташовані в селі Трудолюбівці. Тече спершу на північний захід та північ, у середній речії — на північний схід, у пригирловій частині — переважно на північ. Після злиття з річкою Середньою Терсою (на захід від села Писарівка) дає початок Малій Терсі.

## Притоки Середньої Терси

### Праві
- Балка Лозовата
- Балка Гракова
- Балка Тенетівська
- Балка Киршивська
- Балка Писарівська

### Ліві
- Терсянка
- Глудовата балка
- Перша балка

## Населені пункти над Середньою Терсою
- Великі села: Великомихайлівка, Миролюбівка.